# 岑樂怡
岑樂怡（英語：Bonde Sham Lok Yi，1991年10月23日—），綽號阿妹，曾是香港ViuTV經理人合約藝員、演員、電視節目主持，曾經在其前經理人公司MakerVille的女藝人中排名第三位。近年，為着環保議題，她開始經營「岑樂怡和你Green （页面存档备份，存于）」Youtube 頻道，分享環保資訊。
2023年更有機會到美國參演及拍攝 Amazon prime製作的劇集「Expats」

## 簡歷
岑樂怡就讀又一村聖母玫瑰書院（中五）和石硤尾惠僑英文中學（預科），並擔任學生會副主席，其後入讀香港浸會大學文學院英文系，主修比較文學。大學三年級演舞台劇時被now TV發掘，開始兼職娛樂主持，畢業後正式加入now TV。隨2016年同一集團的ViuTV開播，岑樂怡亦有拍節目。
2025年5月，岑樂怡宣佈已約滿及離開Markerville，結束十年賓主關係，回復自由身。

## 電視節目／電視劇

### Amazon Prime
- 2024 "Expats" Charly

### ViuTV
- 2016：《瑪嘉烈與大衛》（網上版）
- 2016：《Full Speed Girls》（網上節目）
- 2016：《SE7EN》（主持兼挑戰者）
- 2016：《地球友善餐廳》（主持）
- 2016：《誰偷走我的…》（第3集挑戰者）
- 2016：《學嘢》（第5、6集挑戰者）
- 2016：《總有一隻喺左近》（主持，第14集起）
- 2016：《區區有樂》
- 2016：《404不存在的國落》
- 2017：《SE7EN2》
- 2017-2019：《Girls talk》
- 2017：《404之異國二域》
- 2017：《突擊旅行團》
- 2017起：《總有一瓣喺左近》（主持）
- 2017：《未來還未來》（女主角）
- 2017：《挑機》（第5、6集嘉賓）
- 2018：（主持）
- 2018：《已讀不回》（女主角）
- 2019：《Reboot》
- 2019：《富士山朝聖之旅》（主持）
- 2020：《鼠年行運要點相》 第2集嘉賓
- 2020：《地產仔》（徐明威前女友）
- 2020：《踢館》（主持）
- 2020：《當遊客不存在》（主持）
- 2020：《暖男爸爸》（Carmen）
- 2021：《ViuTV 5周年：繼續向前》
- 2021：《考有Feel》（第17、18集嘉賓）
- 2021：《幫緊你應援團》（主持）
- 2021：《上流Trade星族》（Moon）
- 2021-2022：《識碳一定係咁歎》（主持）
- 2022：《冥冥之中》（李琪）
- 2022：《終於飛到LA》（主持）
- 2022：《人去公廁 我去公廁》（主持）
- 2023：《尼泊爾山步行》（主持）
- 2023：《冰上火花》（丁家蕙）
- 2024：《飛黃騰達(電視劇)》（Rachel）
- 2024：《新年流流返乜工》（主持）
- 2025：《弊傢伙！我要去祓魔》（端木零）
- 2025：《麻甩媽咪》（周暐賢）

### now TV
- 2014：《一日五餐 為食台灣》
- 2014：《首爾追星記》
- 2014：《豪玩郵戲王》
- 2015：《台灣山步行》
- 2015：《Yo! Gym+》
- 2015：《巷弄台北》
- 2015：《環嶼一周》

### 香港電台
- 2021：《環顧日常》 海魚飛

### 其他
- 2017：《反黑》

## 電影
- 《原諒他77次》
- 《非同凡響》 飾 Tiffany 中學生
- 《L風暴》 飾 新展銀行接待員
- 《母夜叉》 飾 唐愛思
- 《二次人生》
- 《全個世界都有電話》（客串）
- 《從今以後》 飾 Wendy（銀行職員）（客串）

## 外部連結
- 岑樂怡的Facebook專頁
- 岑樂怡的MeWe專頁
- 岑樂怡的Instagram帳戶
- 岑樂怡的新浪微博
- 岑樂怡在香港影庫上的簡介
- 岑樂怡在Enjoy Movie上的電影作品列表 （页面存档备份，存于）